# Rosa Rocca
Mariarosa Rocca, detta Rosa (Morfasso, 4 agosto 1947), è un'ex calciatrice italiana, di ruolo difensore.

## Caratteristiche tecniche
Ha giocato prevalentemente come libero o terzino destro, con attitudine alle proiezioni offensive.

## Carriera

### Club
Nata a Morfasso, in provincia di Piacenza, esordisce nella Pro Loco Travo, con cui partecipa al campionato di Serie A 1968.
Rimane in forza alla squadra piacentina anche nelle annate successive, nelle quali cambia la denominazione in Brevetti Gabbiani Piacenza, e conquista lo scudetto nel 1971 giocando da libero titolare nella squadra di Mario Bertuzzi.
Al termine del campionato 1972, chiuso al secondo posto dietro il Padova, entra in conflitto con la società e insieme alle compagne di squadra Tiziana e Luciana Meles si trasferisce alla Lubiam Lazio, con cui proseguirà per il resto della sua carriera. Nella formazione capitolina conquista la Coppa Italia nel 1977, e poi due scudetti consecutivi nel 1979 e nel 1980; ricopre anche il ruolo di capitano, e chiude l'attività agonistica nel 1982, all'età di 35 anni.

### Nazionale
Debutta nella Nazionale nel 1971, durante la militanza nel Piacenza, giocando due partite amichevoli contro l'Iran, e resta nel giro delle azzurre fino al 1978 totalizzando 13 presenze.

## Palmarès

### Club
- Campionato italiano: 3

Piacenza: 1971
Lazio: 1979, 1980
- Coppa Italia: 1

Lazio: 1977